# 希格斯玻色子的探索历史

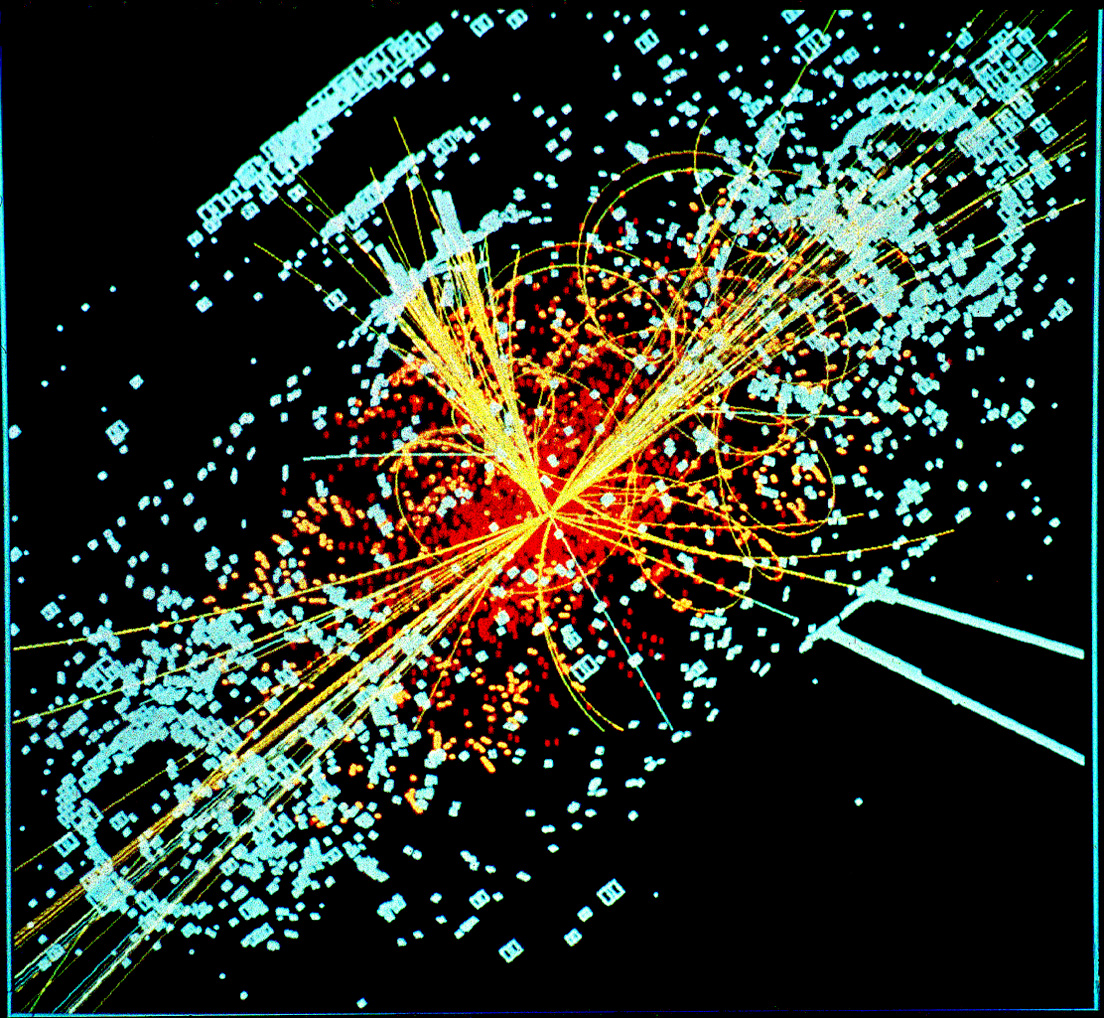
電腦模擬繪製的希格斯玻色子出現事件。

在本篇文章裏，希格斯玻色子簡稱為「希子」。所有實驗結果的「置信水平」都是使用信號置信水平方法計算求得。假若偵測到可能為新粒子的事件數量超過背景數量，則稱此為「超額事件」。任何發現新粒子的超額事件必需多過5個標準差才可算為正式發現。假若超額事件多過5個標準差，則偵測錯誤的機會是百萬分之一。

## 1989年－2009年
- 到公元2000年為止，根據大型電子正子對撞機（LEP）所收集到的數據，標準模型希子的質量下限被設定為114.4 GeV，置信水平95%。又在115 GeV附近，偵測到一些超額事件。這些事件可以被詮釋為質量約為115 GeV（稍微大於下限截止值質量）的希子事件，可惜由於事件數量不夠，無法做定論。[2]

## 2010年
- 2010年7月，經過分析從兆電子伏特加速器（Tevatron）的 CDF偵測器與DØ偵測器得到的數據，排除希子的質量在158–175 GeV以內，置信水平95%。[3][4]

## 2011年
- 7月24日，分析超環面儀器（ATLAS）的實驗數據，排除標準模型希子的質量在155-190 GeV以內，置信水平95%；[5]又從緊湊緲子線圈（CMS）得到的實驗結果，排除質量在149-206 GeV以內，置信水平95%。[6]超環面儀器實驗團隊在同報告裏表示，LHC可能已偵測到希子的蹤跡，在低質量值域120−140 GeV，偵測到超額事件，大約超過背景數量期望值2.8個標準差。[7]

- 7月27日，CDF/DØ實驗團隊發表結果，延伸先前排除值域至156-177 GeV，置信水平95%；另外，在值域125-155 GeV內，發現少許超額事件（大約1個標準差）。[8]

- 11月18日，超環面儀器與CMS實驗數據的綜合分析進一步縮小希子質量的容許值窗為 114–141 GeV.[9][10]

- 12月13日， 超環面儀器與CMS實驗團隊分別表示，假若希子存在， 其質量分別限制在值域115–130 GeV（超環面儀器）或115–127 GeV（CMS）以內，置信水平95%。另外，在125 GeV附近（超環面儀器）與124 GeV附近（CMS）偵測到的超額事件，符合希子存在的訊號，但也符合背景漲落訊號，在經過旁視效應（look-elsewhere effect）修正後，全域統計顯著性分別為2.3標準差（超環面儀器）與低於2.0標準差（CMS）。[11][12]

- 12月22日，DØ實驗團隊发表有关最小超对称标准模型（Minimal Supersymmetric Standard Model， MSSM）希子的最严格限制：对于 90-300 GeV 希子质量，已設定产生MSSM希子的tanβ上限；特別是對於 180 GeV 以下的希子质量，排除 tanβ>20-30。（tanβ是兩個希格斯二重態真空期望值的比率）[13]

## 2012年
- 3月7日，CDF/DØ實驗團隊表示，在Tevatron的全部數據裏，偵測到可以被認為是希子的超額事件，質量在115-135 GeV值域，標準差為2.2，對應於可能是統計漲落的或然率是250分之1。這符合超環面儀器與CMS獨立獲得的結果。[14]這結果排除希子質量在147-179 GeV以內，置信水平95%。[15]

- 7月2日，DØ與CDF實驗團隊宣布，進一步分析使他們更加有信心。他們排除希子的質量在100-103 GeV、147-180 GeV以內，置信水平95%。在能量115–140 GeV之間區域，超額事件的顯著性差異現在定量為2.9個標準差，這對應於在550次事件中，有一次事件是歸咎於統計漲落。這結果仍舊未能達到5個標準差，因此不能夠作定論。[16][17]

- 7月2日，超環面儀器實驗團隊發表2011年實驗數據分析，排除希子的質量在111.4-116.6 GeV、119.4-122.1 GeV、129.2-541 GeV以內，置信水平95%，又在質量126 GeV附近檢測出超額事件，標準差為2.9[18]

- 7月4日，歐洲核子研究組織（CERN）举行專題討論會与新闻发布会宣布，超環面儀器发现质量为126.5GeV的新玻色子，标准差为4.6。[19][20]CMS发现质量为125.3±0.6 GeV的新玻色子，标准差为4.9；[21][22]这两个粒子极像希子，但还有待物理學者进一步分析来完全确定两个探测器探测到的粒子是否為希子。[23]

- 7月31日，CERN的CMS小組和超環面儀器小組分別提交了新的偵測結果的論文，將這種疑似希格斯玻色子的粒子的質量確定為CMS的125.3 GeV/c2（統計誤差：±0.4、系統誤差：±0.5、標準偏差：5.8）[24]和超環面儀器的126.0 GeV/c2（統計誤差：±0.4、系統誤差：±0.4、標準偏差：5.9）[25]。

## 2013年
- 2013年3月14日，歐洲核子研究組織發佈新聞稿表示，先前探測到的新粒子是希格斯玻色子。[26][27]

## 参阅
- 希格斯機制
- 希格斯場
- 彼得·希格斯
- 卡爾·哈庚
- 湯姆·基博爾
- 傑拉德·古拉尼
- 弗朗索瓦·恩格勒
- 羅伯特·布繞特